# Саломе Мелія
Саломе Мелія, груз. სალომე მელია (14 квітня 1987, Батумі) — грузинська шахістка, гросмейстер серед жінок від 2005 року, Міжнародний майстер (2008).
Її рейтинг станом на березень 2020 року — 2370 (95-те місце у світі, 6-те — серед шахісток Грузії).

## Кар'єра
Неодноразово представляла Грузію на чемпіонаті світу і Європи серед дівчат у різних вікових категоріях, вигравши шість медалей: 3 золотих (Орпеза 2001 — до 14 років, Ургюп 2004 і Херцег-Новий 2005 — до 18) і 3 бронзи (Каллітея 2003 — до 16 років, Єреван 2007 і 2008 — до 20 років).
Норматив гросмейстера серед жінок виконала на таких трьох турнірах: Тбілісі (2004, особистий чемпіонат Грузії, срібна нагорода), Москва (2005, турнір Москов оупн) і Бельфор (2005, чемпіонат світу до 18 років, 4-е місце).
Великим успіхом для неї була перемога 2006 року в жіночій частині турніру Акрополіс у Афінах. В 2008 році завоювала титул віце-чемпіонки Грузії, у плей-оф за золоті медалі програвши Нані Дзагнідзе. 2010 року виграла чемпіонат Грузії. Крім того, в 2010 році поділила 1-е місце на турнірі Москов-оупн С (із Назі Пайкідзе). У 2013 році здобула срібну медаль на особистому чемпіонаті Європи в Белграді, 2014 року в Пловдиві — бронзову.
Неодноразово представляла збірну Грузії на командних змаганнях:
- Шахові олімпіади 2010 і 2014. 2010 року здобула командну бронзу і срібло в особистому заліку[3]
- Чемпіонатах світу 2011, 2013, 2015, 2017, 2019. Разом з командою — золота нагорода 2015, бронзові нагороди 2011, 2017, 2019. Особисте 1-е місце — 2011, 2017 та друге — 2013, 2019[4]
- Чемпіонат Європи 2011. Бронзові нагороди в командному заліку та особистому[5].

## Зміни рейтингу
| На цьому місці має відображатися графік чи діаграма, однак з технічних причин його відображення наразі вимкнено. Будь ласка, не видаляйте код, який викликає це повідомлення. Розробники вже працюють для того, щоби відновити штатне функціонування цього графіка або діаграми. | |
| | На цьому місці має відображатися графік чи діаграма, однак з технічних причин його відображення наразі вимкнено. Будь ласка, не видаляйте код, який викликає це повідомлення. Розробники вже працюють для того, щоби відновити штатне функціонування цього графіка або діаграми. |